# Ihor Chudobjak
Ihor Jarosławowycz Chudobjak, ukr. Ігор Ярославович Худоб'як (ur. 20 lutego 1985 w Iwano-Frankiwsku, Ukraińska SRR) – ukraiński piłkarz, grający na pozycji ofensywnego pomocnika, reprezentant Ukrainy.

## Kariera piłkarska

### Kariera klubowa
Wychowanek DJuSSz Prykarpattia Iwano-Frankiwsk, DJuFK Hałyczyna Iwano-Frankiwsk, DJuSSz Nr 3 Iwano-Frankiwsk. Rozpoczął karierę piłkarską jako napastnik w iwanofrankowskich klubach Czornohora Iwano-Frankiwsk i Spartak Iwano-Frankiwsk. W 2005 Spartak przez problemy finansowe był zmuszony sprzedać utalentowanego piłkarza. W Karpatach Lwów od początku został podstawowym piłkarzem i liderem klubu. 26 czerwca 2013 roku został wypożyczony do FK Rostów. 25 lutego 2018 przeszedł do kazachskiego Akżajyka Orał. 2 stycznia 2019 został piłkarzem cypryjskiego klubu Ethnikos Achna.

### Kariera reprezentacyjna
W 2006 zadebiutował w młodzieżowej reprezentacji Ukrainy.
29 maja 2010 debiutował w reprezentacji Ukrainy w wygranym 3:2 meczu towarzyskim z Rumunią.

## Sukcesy i odznaczenia
- nagroda "Gwiazda Karpat" za zwycięstwo w plebiscycie dla najlepszego piłkarza Karpaty Lwów w 2006 i 2008.
- wybrany do symbolicznej jedenastki Karpat w historii Mistrzostw Ukrainy[5].